# 周德權
周德權（？—911年農曆十一月），許州人（一作汝南人），唐朝末年及五代十国时前蜀政治人物，也是順德皇后周氏的弟弟。
周德權跟隨蜀高祖王建到西川，累積戰功擔任蜀州刺史。乾寧四年（897年），王建和顧彥暉爭奪東川，交戰五十多次也沒有勝負；他對王建說：「我軍討伐東川三年，使得西川軍民俱困，顧彥暉懦而無謀，想偷安，對割據東川州縣的農民軍頭領誘以厚利，恃其救援，故堅守不下，建議對這些頭領諭以禍福，恩威並施，顧彥暉越發陷入絕境。」於是顧彥暉最後戰敗。
之後他轉任眉州刺史，到朱溫篡唐建立後梁，他向王建呈上《勸進表》勸他稱帝，王建十分高興，指出叔舅成就他的大事。王建即位，封太保、中書令，在永平元年（911年）逝世，贈官太師。

## 引用
1. 1 2  《蜀檮杌·卷上》：永平元年十一月，周德權卒。德權，汝南人，建之妻弟。
2. ↑  《十国春秋·前蜀·卷40》：周德權，許州人。《蜀檮杌》又作汝南人 順德皇后弟也。
3. ↑  《十国春秋·前蜀·卷40》：從高祖至西川，以戰功遷眉（蜀）州刺史。
4. ↑  《資治通鑑·卷261·唐紀77》：（乾寧四年）九月，癸酉朔，圍梓州。蜀州刺史周德權言於建曰：「公與彥暉爭東川三年，士卒疲於矢石，百姓困於輸輓。東川群盜多據州縣，彥暉懦而無謀，欲為偷安之計，皆啗以厚利，恃其救援，故堅守不下。今若遣人諭賊帥以禍福，來者賞之以官，不服者威之以兵，則彼之所恃，反為我用矣。」建從之，彥暉勢益孤。德權，許州人也。
5. ↑  《十国春秋·前蜀·卷40》：乾寧中，高祖與顧彥暉奪東川，凡五十餘戰不決。德權言于高祖曰：「公與彥暉爭東川三年，士卒疲於矢石，百姓困於輸輓。東川群盜多據州縣，彥暉懦而無謀，欲為偷安之計，皆啗以厚利，恃其救援，故堅守不下。今若遣人諭賊帥以禍福，來者賞之以官，不服者威之以兵，則彼之所恃，反為我用矣。」高祖從之，彥暉遂勢孤而敗。
6. ↑  《十国春秋·前蜀·卷40》：久之，改眉州刺史。梁既簒唐，德權上表。……高祖大悅，曰：「成我者叔舅也！」
7. ↑  《十国春秋·前蜀·卷40》：高祖即位，累遷太保、中書令，永平元年卒，贈太師。